# Рио-Тинто
Ри́о-Ти́нто (исп. Río Tinto, [ˈri.o ˈtinto], буквально «красная река») — река на юго-западе Испании в автономном регионе Андалусия. Длина реки — 100 км.
Берёт начало в горах Сьерра-Морена на севере провинции Уэльва, затем течёт на юг-юго-восток и сливается с рекой Одьель, образуя общий эстуарий Риа-де-Уэльва. Примерно с 3000-х годов до н. э. в верховьях реки ведётся добыча меди, серебра, золота и других полезных ископаемых. В результате эрозии и добычи полезных ископаемых вода Рио-Тинто имеет крайне высокую кислотность (PH 2—2,5) и ярко-красный цвет воды, вызванный высоким содержанием железа и других металлов.

## История

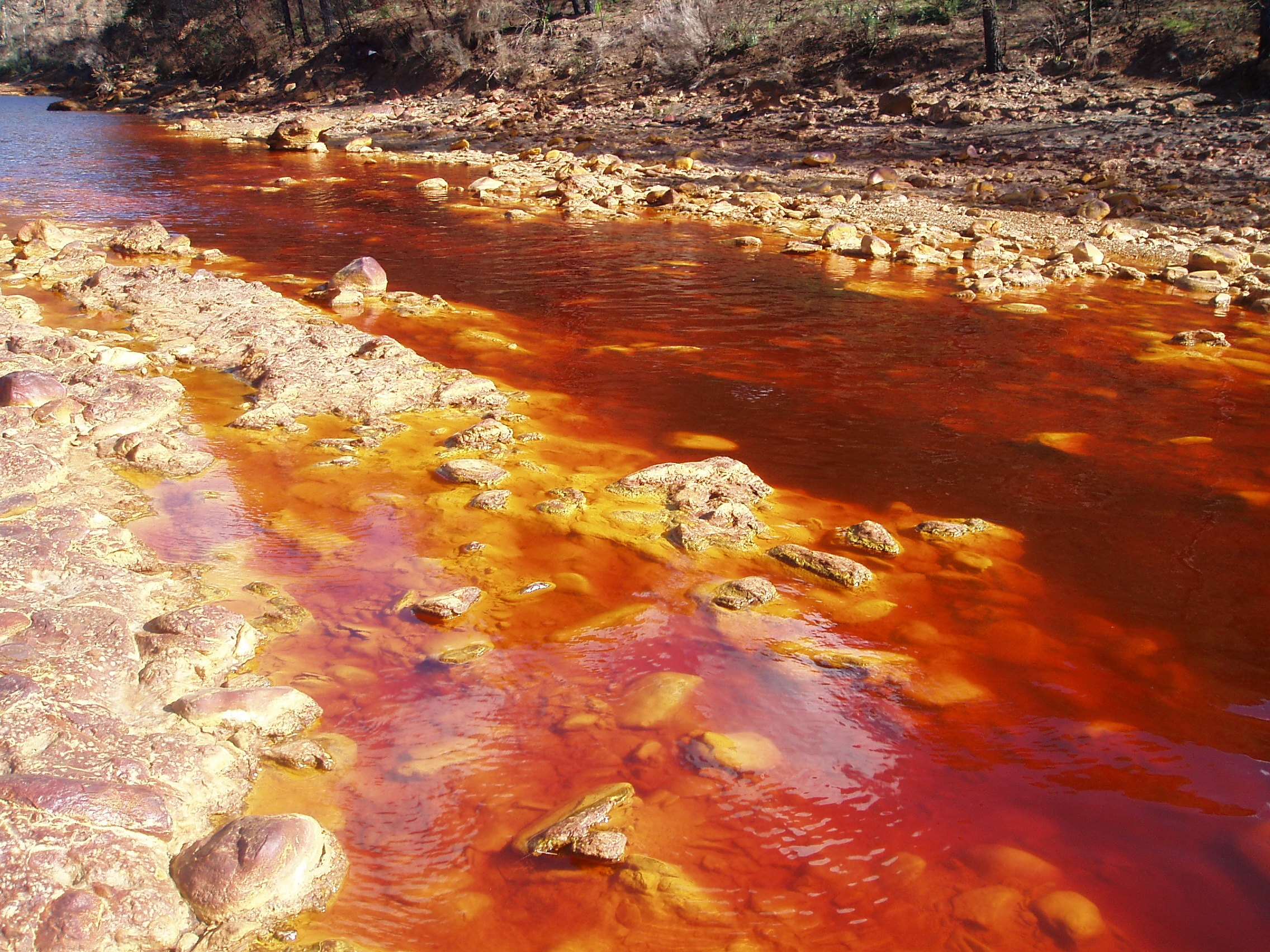
Рио-Тинто в 2006 году

Рудное тело образовалось в каменноугольный период (300—350 млн лет назад) благодаря гидротермальным процессам на морском дне. Добычу меди в бассейне реки начали иберы и тартессии около 3000 годов до н. э., затем медь и серебро стали добывать финикийцы, древние греки, римляне, вестготы и мавры, после чего из-за набегов варваров в V веке и вестготов в VII веке шахты забросили. В 1556 году их обнаружили ещё раз, а с 1724 добыча возобновилась, на этот раз под управлением испанского правительства. В 1873 году была создана компания Rio Tinto, управляющая шахтами; к концу XIX столетия она превратилась в одну из крупнейших международных горнодобывающих компаний (однако шахты близ Рио-Тинто у неё позже выкупила EMED Mining). В XIX веке британские компании начали крупномасштабную добычу тяжёлых металлов в шахтах у реки. Пик производства пришёлся на 1930-е годы, после чего оно пошло на спад; в 1986 году там прекратилась добыча меди, в 1996 — серебра и золота. Шахта была закрыта в 2001 году, но рост цен на медь вызвал интерес к возобновлению её работы со стороны EMED Mining, при этом постоянно обсуждаются экологические последствия такого шага.
Несмотря на то, что река издревле знаменита кислотностью своих вод (по-видимому вызванной эрозией почв и выходом на поверхность железной руды), антропогенный дренаж кислых шахтных вод усугубил ситуацию и увеличил концентрацию тяжёлых металлов в её водах.

## Астробиология
Рио-Тинто представляет научный интерес из-за обилия экстремофильных анаэробных бактерий, живущих в её водах, аналогичных наноорганизмам Ричмондских рудников. Камни, слагающие речное дно, содержат железо и неорганические сульфиды, которыми питаются бактерии. Экстремальные условия в реке могут оказаться аналогичным условиям на других объектах Солнечной системы, содержащих жидкую воду, в частности, под поверхностью Марса. Учёные НАСА сравнивали химический состав воды, в которой находились когда-то камни на плато Меридиана, с водами Рио-Тинто. Также жидкая вода, возможно, находится под поверхностью спутника Юпитера, Европы.